# Dự án XO
Dự án XO là một nhóm các nhà thiên văn học nghiệp dư và chuyên nghiệp quốc tế được giao nhiệm vụ xác định các hành tinh ngoài hệ mặt trời. Các nhà thiên văn được Peter McCullough thuộc Viện Khoa học Kính viễn vọng Không gian dẫn dắt. Nó chủ yếu được tài trợ bởi Chương trình Nguồn gốc của NASA và Quỹ cá nhân của Giám đốc Viện Khoa học Kính viễn vọng Không gian.

## Nhiệm vụ
Xác định sơ bộ các ứng cử viên ngôi sao có thể bắt đầu tại kính viễn vọng Haleakala ở Hawaii bởi một nhóm các nhà thiên văn học chuyên nghiệp. Thỉnh thoảng, khi họ xác định được một ngôi sao hơi mờ đi, thông tin sẽ được chuyển đến một nhóm các nhà thiên văn nghiệp dư, người sau đó điều tra để có thêm bằng chứng cho thấy sự mờ đi này là do một hành tinh quá cảnh gây ra. Sau khi thu thập đủ dữ liệu, nó được chuyển đến Đài quan sát McDonald của Đại học Texas để xác nhận sự hiện diện của một hành tinh quá cảnh bởi một nhóm các nhà thiên văn học chuyên nghiệp thứ hai.

## Trang thiết bị
McCullough và nhóm của ông đã sử dụng một kính viễn vọng tương đối rẻ tiền gọi là Kính thiên văn XO, được chế tạo từ thiết bị thương mại, để tìm kiếm các hành tinh ngoài hệ mặt trời. Kính thiên văn này bao gồm hai ống kính camera tele 200 mm và giống như ống nhòm có hình dạng. Nó đứng trên đỉnh núi lửa Haleakalā ở Hawaii. khám phá đầu tiên của họ về một hành tinh Jupiter cỡ quay quanh một ngôi sao giống Mặt trời 600 năm ánh sáng từ Trái đất trong chòm sao Corona Borealis-XO-1b-đã được báo cáo ngày 16 tháng 5 năm 2006 trên Newswise.
Năm 2016, ba kính thiên văn kép tương tự đã hoạt động, hai ở Tây Ban Nha và một ở Utah.